# Asianopis madagascariensis
Espèce
Synonymes
- Dinopis madagascariensis Lenz, 1886
- Deinopis madagascariensis Lenz, 1886

Asianopis madagascariensis est une espèce d'araignées aranéomorphes de la famille des Deinopidae.

## Distribution
Cette espèce est endémique de Madagascar.

## Description
Le mâle holotype mesure 19 mm.

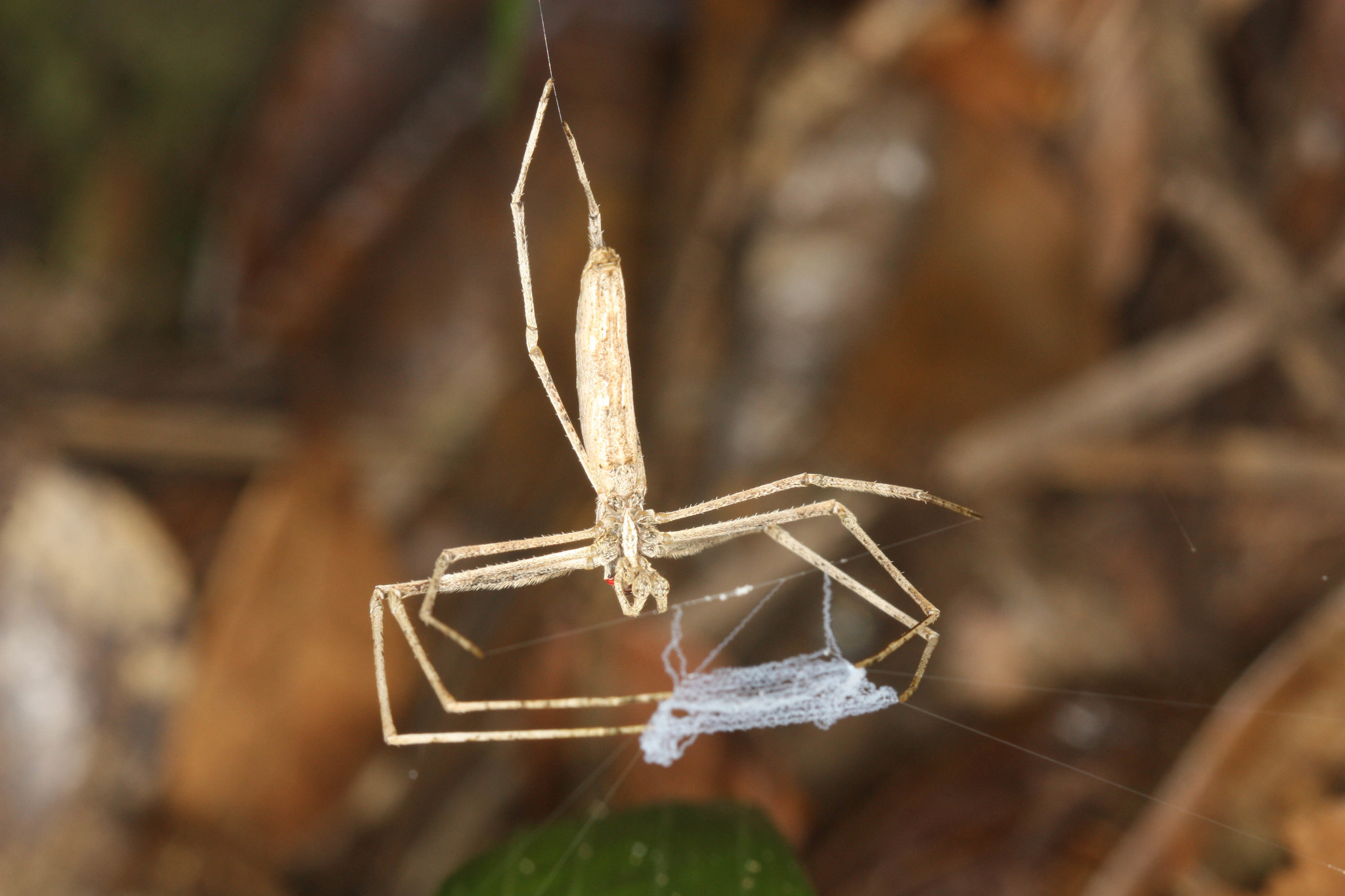
Asianopis madagascariensis

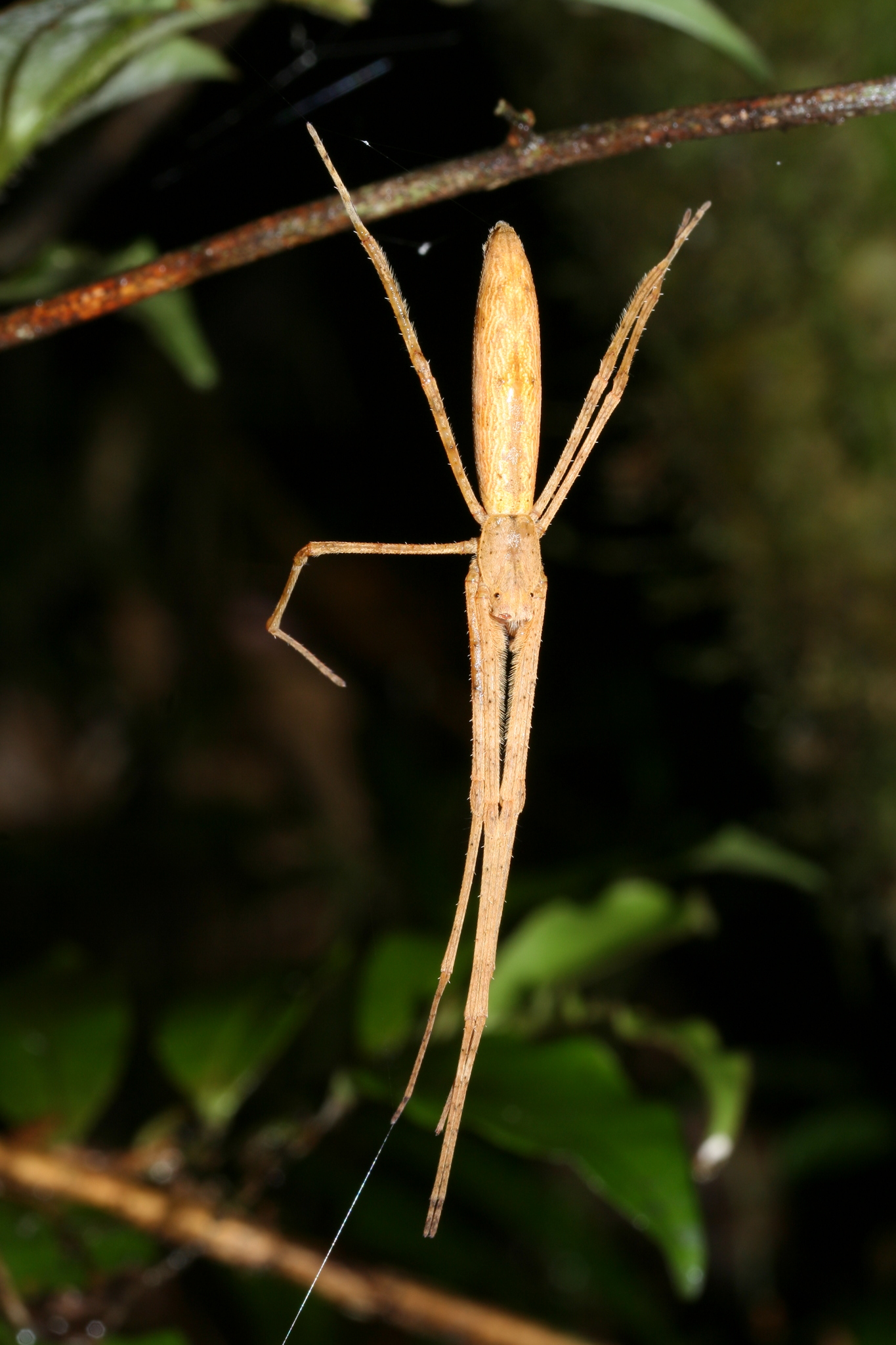
Asianopis madagascariensis

La femelle décrite par Strand en 1907 mesure 20,5 mm.

## Systématique et taxinomie
Cette espèce a été décrite sous le protonyme Deinopis madagascariensis par Lenz en 1886. Elle est placée dans le genre Asianopis par Chamberland, Agnarsson, Quayle, Ruddy, Starrett et Bond en 2022.

## Étymologie
Son nom d'espèce, composé de madagascar(i) et du suffixe latin -ensis, « qui vit dans, qui habite », lui a été donné en référence au lieu de sa découverte, Madagascar.

## Publication originale
- Lenz, 1886 : « Beiträge zur Kenntniss der Spinnenfauna Madagascars. » Zoologische Jahrbücher, Abteilung für Systematik, Geographie und Biologie der Tiere, vol. 1, p. 379-408 (texte intégral).